# Zalk en Veecaten
Zalk en Veecaten est une ancienne commune néerlandaise de la province d'Overijssel.
Zalk en Veecaten était une ancienne seigneurie qui a été transformée en commune au début du XIXe siècle. La commune englobait les villages de Zalk et 's-Heerenbroek, ainsi que le hameau de Veecaten.
Le 1er janvier 1937 la commune a été rattachée à IJsselmuiden.

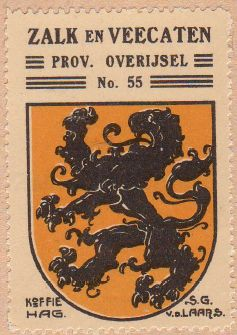
Timbre néerlandais représentant le blason de la commune